# Kent Senior Cup
La Kent Senior Cup, nota altresì come John Ullmann Kent Senior Cup, è una competizione calcistica inglese giocata dalle squadre del Kent non prendenti parte ad un campionato. È organizzata dalla Kent County Football Association.
Tra i vincitori passati vi sono il Woolwich Arsenal (l'odierno Arsenal) nel 1889-1890 e il Gillingham nel 1945-1946 e nel 1947-1948. le due compagini oggi sono rispettivamente membri della FA Premier League e della Football League. L'edizione del 2006-2007 è stata vinta dal Bromley.